# Barcikowo, Voivodato de Mazovia
Barcikowo [bart͡ɕiˈkɔvɔ] es un pueblo ubicado en el distrito administrativo de Gmina Słupno, dentro del Condado de Płock, Voivodato de Mazovia, en el este de Polonia central. Se encuentra aproximadamente a 14 kilómetros al este de Płock y a 82 kilómetros al noroeste de Varsovia.
El pueblo tiene una población de 190 habitantes.